# VfB 06 Langenfeld
VfB 06 Langenfeld is een Duitse voetbalclub in Langenfeld en kampioen van de Oberliga Niederrhein 1985/86.